# Laura Carmichael
Laura Carmichael (født 16. juli 1986) er en engelsk skuespiller, der er bedst kendt for sin rolle som Lady Edith Crawley ITV's tv-serie Downton Abbey. Hendes øvrige arbejde inkluderer tv-serien Marcella (2016), og filmen A United Kingdom (2016).

## Filmografi

### Film
| År   | Titel                                    | Rolle                               | Noter   |
| ---- | ---------------------------------------- | ----------------------------------- | ------- |
| 2011 | Tinker Tailor Soldier Spy                | Sal                                 |         |
| 2014 | Madame Bovary                            | Henrietta                           |         |
| 2015 | Burn Burn Burn                           | Seph                                |         |
| 2016 | A United Kingdom                         | Muriel Williams                     |         |
| 2019 | Downton Abbey                            | Edith Pelham, Marchioness of Hexham |         |
| 2022 | Downton Abbey: A New Era                 | Edith Pelham, Marchioness of Hexham |         |
| 2025 | Untitled Downton Abbey: A New Era sequel | Edith Pelham, Marchioness of Hexham | Filming |

### Tv
| År        | Titel                          | Rolle                                | Noter           |
| --------- | ------------------------------ | ------------------------------------ | --------------- |
| 2009      | House at the End of Our Street | Yvonne                               | Television film |
| 2010      | The Heart of Thomas Hardy      | Hardy's Maid                         | Television film |
| 2010–2015 | Downton Abbey                  | Lady Edith Crawley                   | Hovedrolle      |
| 2016      | Marcella                       | Maddy Stevenson                      | 4 episoder      |
| 2017      | Man in an Orange Shirt         | Daphne Talbot                        | Episode #1.1    |
| 2019–2020 | The Spanish Princess           | Margaret Pole, Countess of Salisbury | Main role       |
| 2020–2022 | The Secrets She Keeps          | Agatha                               | Hovedrolle      |

## Teater
| År   | Titel                    | Rolle         | Noter                      |
| ---- | ------------------------ | ------------- | -------------------------- |
| 2009 | Reasons for Living       | Laura         | BAC                        |
| 2009 | The Tempest              | Miranda/Ariel | UK tour                    |
| 2011 | Plenty                   | Louise/Dorcas | Sheffield Crucible Theatre |
| 2012 | Uncle Vanya              | Sonya         | Vaudeville Theatre         |
| 2013 | The Fitzrovia Radio Hour | Arabella      | Underglobe Theatre         |
| 2016 | The Maids                | Madam         | Trafalgar Studios          |
| 2017 | Apologia                 | Trudi         | Trafalgar Studios          |